# Ghiacciaio Rennick
Il ghiacciaio Rennick è un ampio ghiacciaio lungo circa 320 km situato sulla costa di Oates, nella regione nord-occidentale della Dipendenza di Ross, in Antartide. 

## Geografia
Il ghiacciaio ha origine sull'altopiano Antartico, dal nevaio Evans, a ovest della dorsale Mesa e, nel suo fluire verso la costa, passa da una larghezza di 48 km a una di 16. Prima di raggiungere il mare, dove sfocia nella baia di Rennick, il flusso del ghiacciaio scorre tra la dorsale Morozumi e altre, a ovest, e le catene Lanterman e degli Esploratori, a est, ed è arricchito da quello di molti suoi immissari, come, da sud a nord, il Canham, l'Hunter, lo Sledgers, il Carryer, l'Alvarez e l'Arruiz.

## Storia
La parte del ghiacciaio Rennick che sfocia sul mare era stata fotografata durante l'operazione Highjump svolta nel 1946-47 dalla marina militare statunitense (USN), mentre la parte più interna fu scoperta ed esplorata per la prima volta durante la traversata statunitense della Terra della Regina Vittoria nel 1960. Il 10 febbraio 1960 il tenente comandante Robert L. Dale, pilota della squadriglia VX-6, fece evacuare i membri della sopraccitata traversata dalla superficie di questo ghiacciaio, e in particolare dalle coordinate 72°38'S - 161°32'E, per poi condurre una ricognizione aerea della baia di Rennick e riportare tutti alla stazione McMurdo. 
Il ghiacciaio è stato così battezzato in associazione con la baia in cui sfocia, la quale a sua volta era stata così chiamata in onore di Henry E. de P. Rennick, tenente della marina militare britannica e ufficiale a bordo del Terra Nova.

## Mappe
Di seguito una serie di mappe in scala 1:250.000 realizzate dallo USGS in cui è possibile vedere il flusso del ghiacciaio Rennick in tutta la sua estensione:

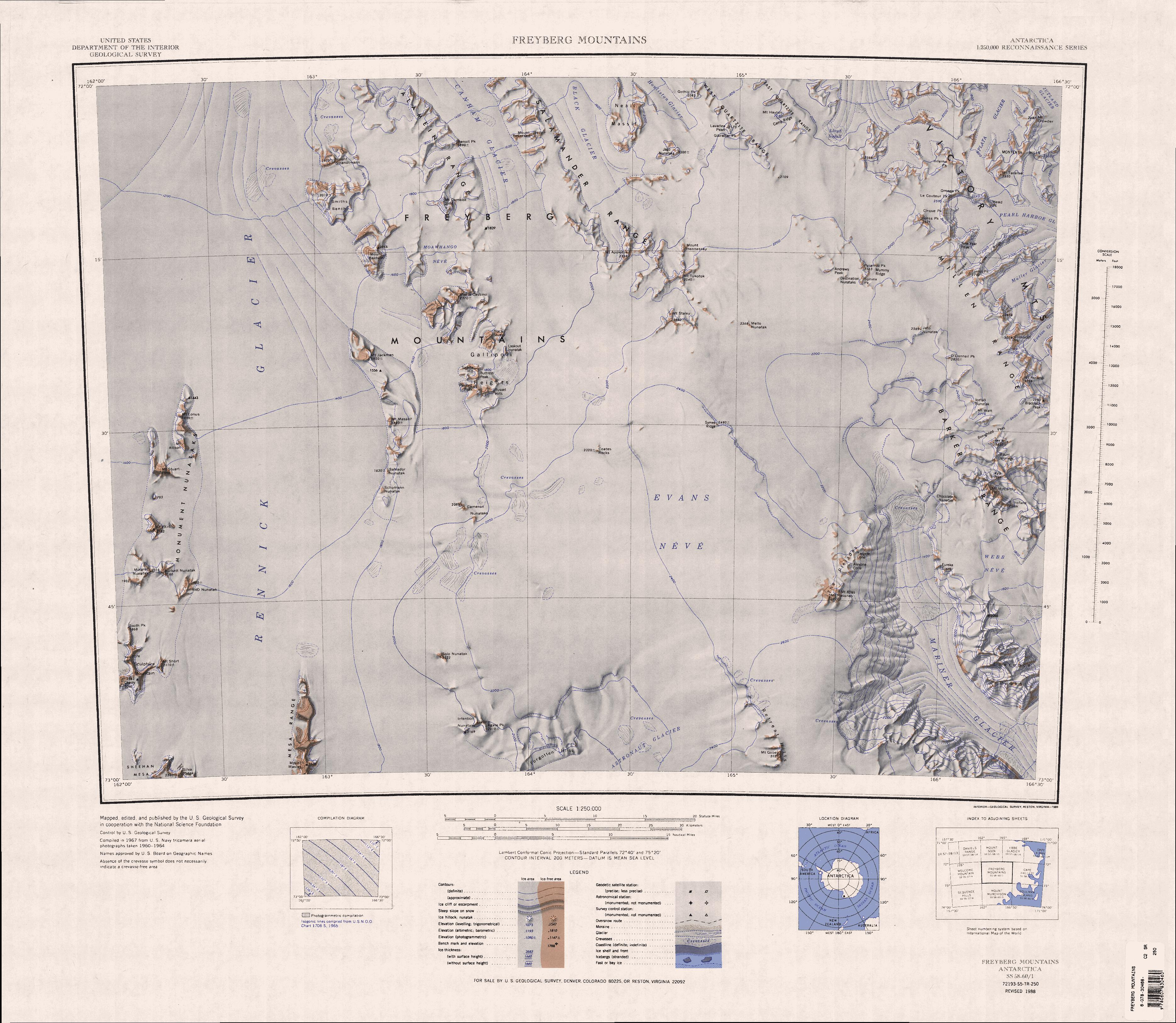
La parte meridionale del flusso del ghiacciaio.
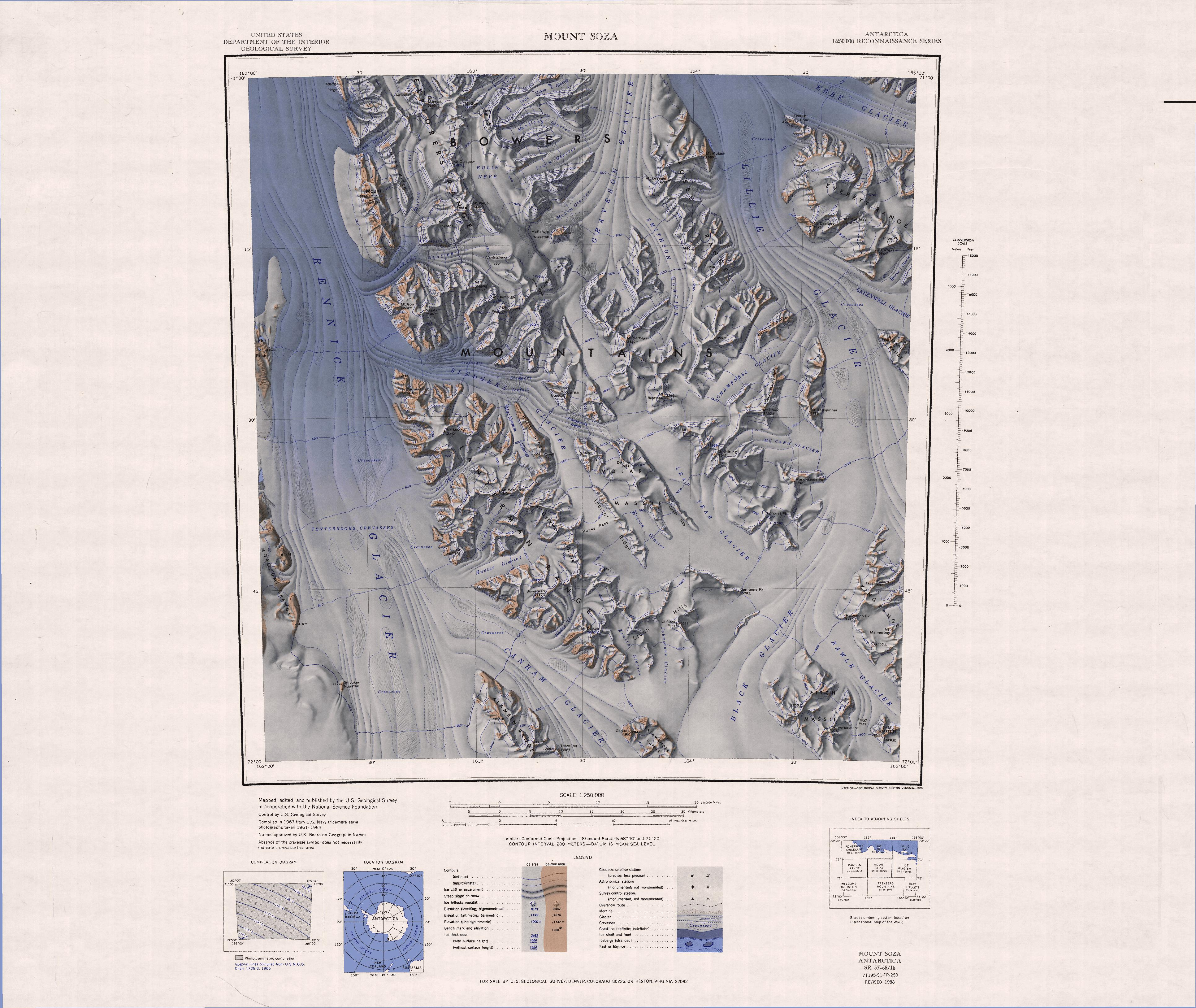
La parte centrale del flusso del ghiacciaio.
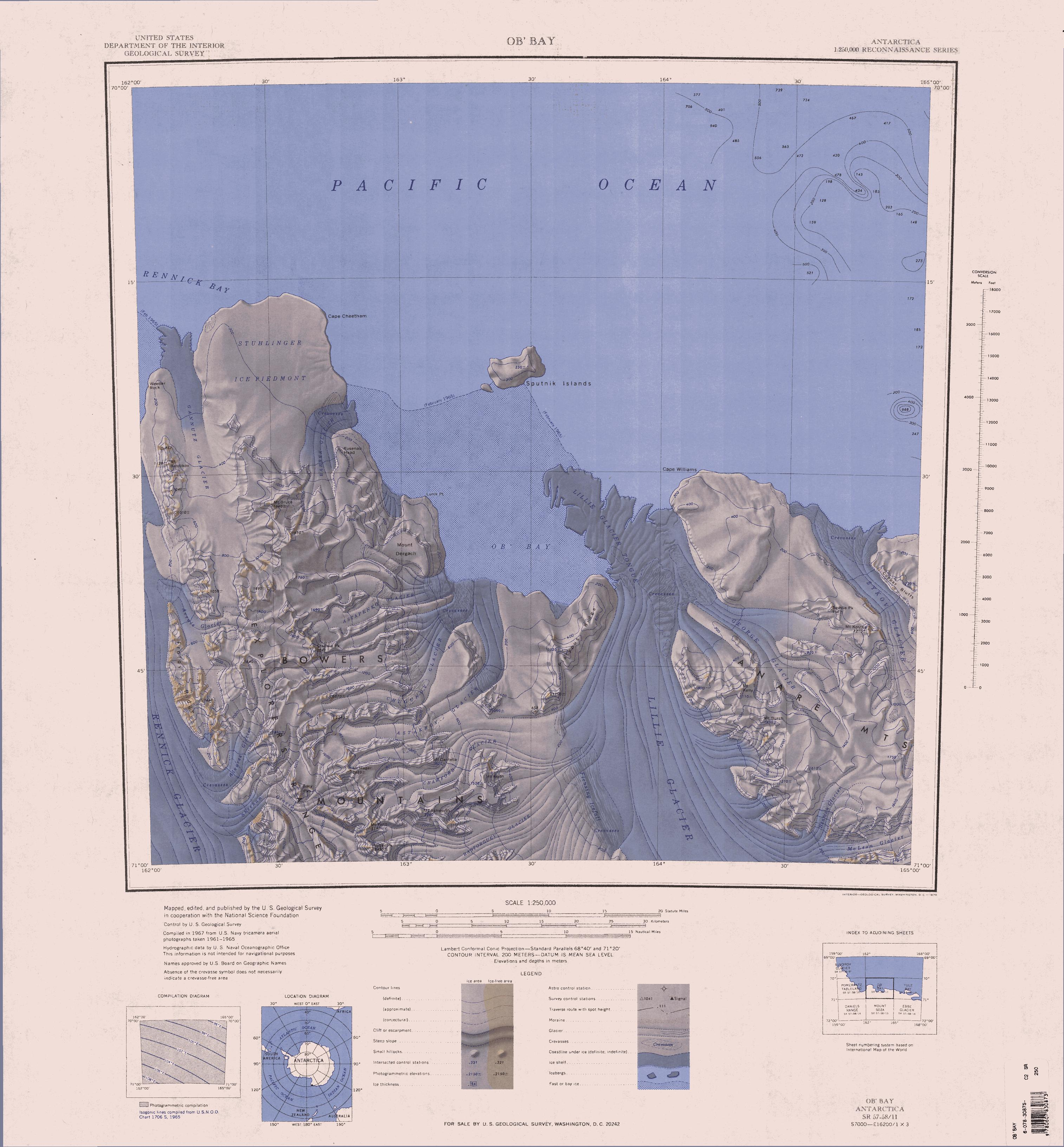
La parte settentrionale del flusso del ghiacciaio.